# Ronald Wurm
Ronald Wurm (* 16. März 1987 in Den Haag) ist ein niederländischer Eishockeyspieler, der seit 2021 bei Hijs Hokij Den Haag in der belgisch-niederländischen BeNe League spielt.

## Karriere

### Clubs
Ronald Wurm begann seine Karriere als Eishockeyspieler beim HC Kobra Prag in der drittklassigen zweiten tschechischen Liga. Von dort wechselte er 2008 zum HC Havlíčkův Brod in die erste Liga, die die zweite Klasse in Tschechien darstellt. Bereits nach einem halben Jahr zog es ihn in seine niederländische Heimat zurück und er unterschrieb beim Ehrendivisionisten HYS The Hague, mit dem er 2009 den ersten Landesmeistertitel seit 40 Jahren in die südholländische Hauptstadt holte. Im Folgejahr wurde er als wertvollster niederländischer Spieler der Ehrendivision ausgezeichnet. Nach Stationen bei den Eindhoven Kemphanen und den Amsterdam G’s kehrte Wurm 2012 in seine Geburtsstadt zurück und konnte 2013 mit HYS The Hague erneut niederländischer Meister werden. 2014 wechselte er nach Heerenveen zu den Heerenveen Flyers, bei denen er seither auf dem Eis steht. Seit 2015 spielt er mit den Flyers in der neugegründeten belgisch-niederländischen BeNe League. Als beste niederländische Mannschaft gewann das Team aus Heerenveen dort 2016 den niederländischen Meistertitel. Er selbst wurde als bester niederländischer Scorer mit der Jack-de-Heer-Trofee ausgezeichnet. Auch den niederländischen Pokalwettbewerb konnte Wurm mit seiner Mannschaft erringen. Im Folgejahr gelang neben der Verteidigung des niederländischen Meistertitels auch der erstmalige Gewinn der BeNe League. 2019 wurde er Torschützenkönig der BeNe League und 2020 konnte er mit Heerenveen erneut den Pokalwettbewerb gewinnen. Nach dem Ausfall der Saison 2020/21 wechselte er nach Den Haag zurück und spielt dort ebenfalls in der BeNe League.

### International
Wurm nahm mit der niederländischen Mannschaft bei den U-20-Weltmeisterschaften 2006 und 2007 jeweils in der Division II teil.
Mit der Herren-Nationalmannschaft seines Landes nahm er an den Weltmeisterschaften der Division I in den Jahren 2010, 2011, 2012, 2013, 2014, 2015 und 2017 teil. Nach dem Abstieg 2015 spielte er bei der Weltmeisterschaft 2016 mit den Oranjes in der Division II, wobei der sofortige Wiederaufstieg gelang.
Zudem stand er für die Niederlande bei den Qualifikationsturnieren für die Olympischen Winterspiele 2014 in Sotschi auf dem Eis. Nachdem sich die Niederländer in der ersten Qualifikationsrunde im November 2012 in Budapest überraschend durch einen 7:6-Erfolg nach Penaltyschießen gegen den favorisierten Gastgeber Ungarn durchsetzen konnten, waren sie in der entscheidenden zweiten Stufe der Qualifikation im Februar 2013 in Bietigheim-Bissingen chancenlos und schieden aus. Auch bei den Olympiaqualifikatione für die Winterspiele 2018 in Pyeongchang und 2022 in Peking stand er auf dem Eis.

## Erfolge und Auszeichnungen
- 2009 Niederländischer Meister mit HYS The Hague
- 2010 Wertvollster niederländischer Spieler der Ehrendivision
- 2013 Niederländischer Meister mit HYS The Hague
- 2016 Niederländischer Meister und Pokalsieger mit den Heerenveen Flyers
- 2016 Jack-de-Heer-Trofee als bester niederländischer Scorer der BeNe League
- 2016 Aufstieg in die Division I, Gruppe B, bei der Weltmeisterschaft der Division II, Gruppe A
- 2017 Gewinn der BeNe League mit den Heerenveen Flyers
- 2017 Niederländischer Meister mit den Heerenveen Flyers
- 2019 Torschützenkönig der BeNe League
- 2020 Niederländischer Pokalsieger mit den Heerenveen Flyers

## Statistik
(Stand: Ende der Spielzeit 2019/20)